# Cladonia sandstedei
Cladonia sandstedei är en lavart som beskrevs av Henry des Abbayes. 
Cladonia sandstedei ingår i släktet Cladonia och familjen Cladoniaceae. Inga underarter finns listade i Catalogue of Life.